# Tiffany Haddish
Tiffany Sarac Haddish (Los Ángeles, California, 3 de diciembre de 1979) es una comediante, cantante, compositora  y actriz estadounidense. Después de actuar como invitada en varias series de televisión, Haddish ganó prominencia como Jackie en la primera temporada del drama televisivo If Loving You Is Wrong de 2014 a 2015. Desde 2015 hasta 2017, interpretó a Nekeisha Williams en la comedia de NBC, The Carmichael Show. Después de aparecer en la película de comedia de 2016, Keanu, Haddish hizo su gran avance cinematográfico como Dina en la película de 2017, Girls Trip, por la que recibió aclamaciones de la crítica. En 2018, Haddish fue incluida en la lista anual de Time de las 100 personas más influyentes del mundo.

## Educación y primeros años
Haddish nació en Los Ángeles, California. Su padre, Tsihaye Reda Haddish, era un refugiado de Eritrea, y era de una familia judía-eritrea. Su madre, Leola, era dueña de una pequeña empresa y testigo de Jehová. Después de que su padre las abandonara, su madre se casó otra vez y tuvo más hijos, por lo que Haddish tiene dos medio hermanas y dos medio hermanos.
En 1988, mientras vivía en Colton, California, su padrastro manipuló los frenos del coche de su madre, lo que provocó un accidente en el que Leola sufrió daños cerebrales. Presuntamente, él pretendía que Tiffany y sus hermanos también se viesen afectados por el accidente, algo que le confesó mientras cenaban, pero ellos salieron ilesos gracias a que se habían quedado en casa el día del incidente. Los daños cerebrales pueden haber sido causantes del desarrollo de esquizofrenia por parte de su madre, lo que provocó que Tiffany, con solo nueve años, tuviese que asumir el papel de cuidadora de sus hermanos pequeños. A sus doce años fueron llevados a diferentes casas de acogida, por lo que se separaron temporalmente. Allí, usó la comedia como una manera de lidiar con el hecho de estar con personas desconocidas. Cuando tenía quince años, ella y sus hermanos se reunieron bajo el cuidado de su abuela.
Asistió a la escuela primaria George Ellery Hale, en Woodland Hills, y se graduó del Instituto El Camino Real, también en Woodland Hills, donde fue la mascota deportiva de la escuela. Haddish ha admitido que no supo leer muy bien hasta el instituto, pero que mejoró cuando recibió ayuda de un profesor. También confesó que se metía en problemas a menudo, a pesar de ser galardonada en una competición de teatro sobre monólogos de Shakespeare. En 1997, su trabajadora social le dio un ultimátum: o acudía a terapia psiquiátrica o al Campamento de Comedia de Laugh Factory. Haddish, de diecisiete años, optó por la comedia como una salida para su dolor. Ella ha dicho que la tutoría de muchos comediantes notables, incluidos Richard Pryor, Dane Cook, Charles Fleischer y los hermanos Wayans, la ayudó a descubrir su pasión por la comedia y «literalmente le salvó la vida». Ella ha dicho que incorpora sus experiencias pasadas de la vida real en sus sets, descubriendo que hacerlo funciona como una especie de «espacio seguro» para ella.
Antes de su éxito en la pantalla, Haddish tuvo varios trabajos, incluido servicio al cliente de Alaska Airlines. Haddish ha dicho que vivió en su coche cuando tenía veinte años, coincidiendo con sus inicios en el mundo de la comedia.

## Carrera
El primer descanso de Haddish fue un lugar en el concurso de comedia Bill Whomy's Who's Got Jokes?. Ha hecho apariciones especiales en programas como Chelsea Lately, That's So Raven, My Name Is Earl, It's Always Sunny in Philadelphia, The Underground, Nick Cannon Presents: Short Circuitz, Just Jordan, In the Motherhood, Def Comedy Jam, Reality Bites Back y New Girl. También ha protagonizado películas como Meet the Spartans y Janky Promoters.
En 2013, tuvo un papel recurrente en Real Husbands of Hollywood. En 2014, Haddish fue elegida para la serie de Oprah Winfrey Network, If Loving You Is Wrong. Dejó la serie después de la primera temporada para un papel principal en la comedia de NBC, The Carmichael Show, donde actuó como Nekeisha, la esposa semi-distanciada de Bobby Carmichael (Lil Rel Howery), durante tres temporadas.
En 2016, protagonizó junto a Jordan Peele y Keegan-Michael Key en la película de comedia Keanu, en el papel de Hi C.
En 2017, Haddish actuó junto a Queen Latifah, Jada Pinkett Smith y Regina Hall en la película de comedia Girls Trip, para Universal Pictures. La película recibió críticas muy positivas, con una calificación de aprobación del 90% en Rotten Tomatoes y una calificación de «críticas generalmente favorables» de 71/100 de Metacritic; también se convirtió en un éxito de taquilla, convirtiéndose en la comedia de mayor recaudación de 2017. Su actuación fue citada por muchos críticos como una ruptura estilo Melissa McCarthy en Bridesmaids. En el Chicago Tribune, Katie Walsh escribió: «Esta es la película de Haddish, y la convertirá en una estrella. Está claro desde el momento en que golpea la pantalla».
En agosto de 2017, la comedia especial de Haddish Tiffany Haddish: She Ready! De Hood a Hollywood, estrenada en Showtime. Al revisar el especial para Vox, Caroline Framke escribió: «Tiffany Haddish es realmente muy graciosa, y merece una recomendación donde sea que podamos dárselo … Haddish da rienda suelta a anécdotas divertidísimas, inmundas e incluso conmovedoras para contar la historia de su vida hasta este punto, sin nada que la frene, por fin».

## Filmografía

### Películas
| Año  | Título                                                  | Papel                                                                   | Notas                    |
| ---- | ------------------------------------------------------- | ----------------------------------------------------------------------- | ------------------------ |
| 2005 | The Urban Demographic                                   | Janice Green                                                            |                          |
| 2008 | Meet the Spartans                                       | Chica urbana                                                            |                          |
| 2009 | Janky Promoters                                         | Michelle                                                                |                          |
| 2010 | Wax On, F*ck Off                                        | Prostituta                                                              | Cortometraje             |
| 2011 | Driving by Braille                                      | Tambor mayor                                                            |                          |
| 2012 | What My Husband Doesn't Know                            | Falana                                                                  |                          |
| 2013 | Christmas Wedding                                       | Aurora                                                                  |                          |
| 2014 | 4Play                                                   | Comediante                                                              |                          |
| 2014 | Patterns of Attraction                                  | Sandra Lewis                                                            |                          |
| 2014 | Wishes                                                  | Jeanie                                                                  |                          |
| 2014 | School Dance                                            | Trina                                                                   |                          |
| 2015 | All Between Us                                          | Mishawn                                                                 |                          |
| 2016 | Keanu                                                   | Trina "Hi-C" Parker                                                     |                          |
| 2017 | Mad Families                                            | Keko                                                                    |                          |
| 2017 | Girls Trip                                              | Dina                                                                    |                          |
| 2017 | Boosters                                                | Debra                                                                   |                          |
| 2018 | Uncle Drew                                              | Jess                                                                    |                          |
| 2018 | The Oath                                                | Kai                                                                     |                          |
| 2018 | Night School                                            | Carrie                                                                  |                          |
| 2018 | Nobody's Fool                                           | Tanya                                                                   |                          |
| 2018 | Taylor Swift: Reputation Stadium Tour                   | Ella misma                                                              | Concierto; archivo/cameo |
| 2019 | La gran aventura Lego 2                                 | Reina Soyloque Quiera Ser (voz)                                         |                          |
| 2019 | La vida secreta de tus mascotas 2                       | Daisy (voz)                                                             |                          |
| 2019 | Angry Birds 2: la película                              | Debbie (voz)                                                            |                          |
| 2019 | The Kitchen                                             | Ruby O'Carroll                                                          |                          |
| 2019 | Entre dos helechos: La película                         | Ella misma                                                              |                          |
| 2020 | Like a Boss                                             | Mia                                                                     |                          |
| 2020 | Bad Trip                                                | Trina Malone                                                            |                          |
| 2020 | The SpongeBob Movie: Sponge on the Run                  | Maestra de ceremonias (voz)                                             |                          |
| 2020 | Phineas y Ferb, la película: Candace contra el universo | El sonido que hace alguien cuando explotan de cintura para arriba (voz) | Película de Disney+      |
| 2021 | On the Count of Three                                   | Natasha                                                                 |                          |
| 2021 | Here Today                                              | Emma Payge                                                              |                          |
| 2021 | The Card Counter                                        | La Linda                                                                |                          |
| 2023 | Haunted Mansion                                         | Harriet                                                                 |                          |
| 2023 | Landscape with Invisible Hand                           | Beth Campbell                                                           |                          |

### Televisión
| Año           | Título                                                 | Rol                             | Notas |
| ------------- | ------------------------------------------------------ | ------------------------------- | --- |
| 2005          | Pimp My Ride                                           | Ella misma                      | Episodio: "Rashae's Ford Taurus" |
| 2005          | Es tan Raven                                           | Charlotte                       | Episodio: "When in Dome" |
| 2006          | Bill Bellamy's Who's Got Jokes?                        | Ella misma                      | Episodio: "Warm It Up in LA" |
| 2006          | My Name Is Earl                                        | Robin                           | Episodio: "The Bounty Hunter" |
| 2006          | It's Always Sunny in Philadelphia                      | Estríper #3                     | Episodio: "Charlie Gets Crippled" |
| 2006          | The Underground                                        | Varios                          | 1 episodio |
| 2007          | Nick Cannon Presents: Short Circuitz                   | Varios                          | 1 episodio |
| 2007          | Just Jordan                                            | Diamond                         | Episodio: "Krumpshakers" |
| 2008          | Racing for Time                                        | Denise                          | Película de televisión |
| 2009          | In the Motherhood                                      | Teddy                           | Episodio: "It Takes a Village Idiot" |
| 2009          | Secret Girlfriend                                      | Compañera de trabajo de Jessica | Episodio: "You and Your Ex Call It Quits"                                                                                               |
| 2012          | The Game                                               | Friend                          | Episodio: "The Black People Episode" |
| 2013–14       | Real Husbands of Hollywood                             | Tiffany                         | 7 episodios |
| 2014–15       | If Loving You Is Wrong                                 | Jackie                          | 14 episodios |
| 2014          | New Girl                                               | Leslie                          | Episodio: "Exes" |
| 2014          | TripTank                                               | Delsyia (voz)                   | 3 episodios |
| 2014          | Funniest Wins                                          | Herself                         | 5 episodios |
| 2015–17       | The Carmichael Show                                    | Nekeisha                        | 25 episodios |
| 2016–17       | Legends of Chamberlain Heights                         | Cindy (voz)                     | 18 episodio Nominada a un NAACP Image Awards, por Excelente desempeño de voz en off de personajes.                                      |
| 2017          | Tiffany Haddish: She Ready! From the Hood to Hollywood | Ella misma                      | Especial de stand-up de Netflix |
| 2017          | Face Value                                             | Ella misma (copresentadora)     | 12 episodios |
| 2017          | Saturday Night Live                                    | Ella misma (presentadora)       | Episodio: "Tiffany Haddish/Taylor Swift" Premio Primetime Emmy de 2018 por Primetime Emmy a la mejor actriz invitada - Serie de comedia |
| 2018          | Drunk History                                          | Ella misma                      | Episodio: "Heroines" |
| 2018–2020     | The Last O.G.                                          | Shannon "Shay" Birkeland        | Elenco principal |
| 2018          | Sesame Street                                          | Dr. Birdwhistle                 | Episodio: "When You're a Vet" |
| 2019          | Kevin Hart's Guide to Black History                    | Mae Jemison (adulta)            | Especial de stand-up de Netflix |
| 2019          | Bob's Burgers                                          | Patricia (voz)                  | Episodio: "Roamin' Bob-iday" |
| 2019          | Double Dare                                            | Ella misma                      | Concursante |
| 2019          | Tuca & Bertie                                          | Tuca (voz)                      | 20 episodios; también productora ejecutiva                                                                                              |
| 2019          | What Just Happened??! with Fred Savage                 | Ella misma                      | Episodio: "Parents" |
| 2019          | Kids Say the Darndest Things                           | Ella misma (voz)                | |
| 2019          | Crank Yankers                                          | Ella misma (voz)                | 2 episodios |
| 2019          | Tiffany Haddish: Black Mitzvah                         | Ella misma                      | Especial de stand-up de Netflix |
| 2019          | Live in Front of a Studio Audience                     | Willona Woods                   | Episodio: "Good Times" |
| 2020          | Madam C. J. Walker: Una mujer hecha a sí misma         | Lelia                           | Miniserie de Netlfix |
| 2020          | Solar Opposites                                        | Aisha / Terri (voz)             | 5 episodios |
| 2020          | Fraggle Rock: Rock On!                                 | Ella misma (voz)                | Episodio: Party Down in Fraggle Rock!                                                                                                   |
| 2020          | The Princess Bride                                     | Princesa Buttercup              | Miniserie |
| 2020          | Princess Bride                                         | Princesa Buttercup              | Episodio: Chapter One: As You Wish |
| 2020          | Bookmars                                               |                                 | |
| 2022–presente | The Afterparty                                         | Detective Danner                | Protagonista |